# Christian Karembeu
Christian Karembeu (* 3. prosinec 1970, Lifou) je bývalý francouzský fotbalista narozený v Nové Kaledonii. Hrával na pozici záložníka.
S francouzskou fotbalovou reprezentací vyhrál mistrovství světa roku 1998, mistrovství Evropy roku 2000 a Konfederační pohár 2001. Má též bronzovou medaili z Eura 1996. Celkem za národní tým odehrál 53 utkání a vstřelil 1 gól.
S Realem Madrid dvakrát vyhrál Ligu mistrů (1997/98, 1999/00) a jednou Interkontinentální pohár (1998). S FC Nantes se stal mistrem Francie (1994/95), s Olympiacosem dvakrát mistrem Řecka (2001/02, 2002/03).
Byl několik let manželem slovenské modelky Adriany Sklenaříkové.